# Robert Pearce
Robert Pearce (Wyaconda, Missouri, 29 de fevereiro de 1908 — Lloydminster, Saskatchewan, 15 de março de 1996) foi um lutador de luta livre norte-americano.

## Carreira
Foi vencedor da medalha de ouro na categoria até 56 kg em Los Angeles 1932.